# محمود پناهیان

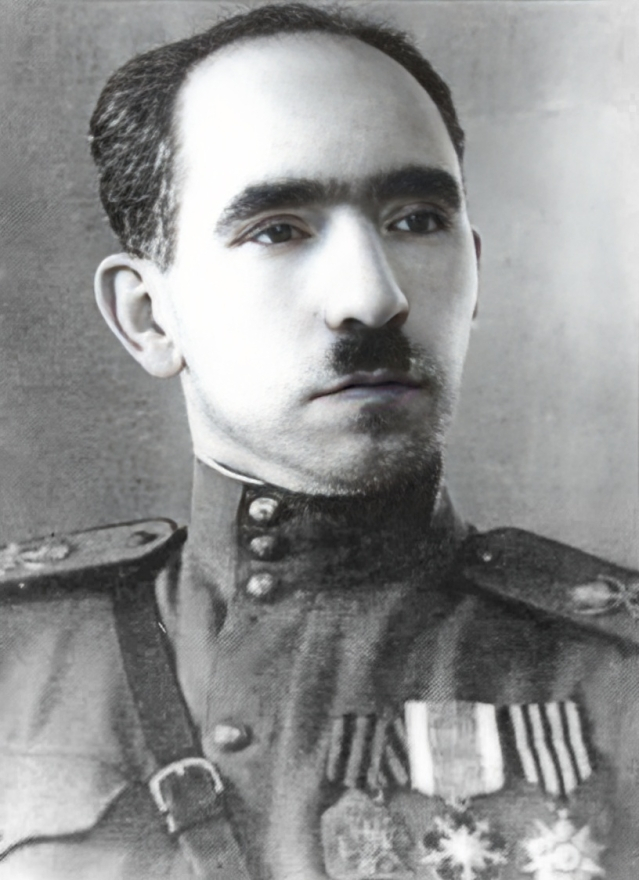
محمود پناهیان در سمت رئیس ستاد دولت ملی و ارتش ملی آذربایجان ۱۲ دسامبر ۱۹۴۵ تا ۱۲ دسامبر ۱۹۴۶

محمود پناهیان نظامی و وزیر جنگ فرقهٔ دمکرات آذربایجان بود. وی پس از قرارداد قوام–سادچیکف و شکست فرقه به باکو گریخت. پس از مدتی به دعوت دولت بعث عراق به بغداد رفت و با پشتیبانی ارتش بعث و استخبارات عراق اقدام به هماهنگی نیروهای مخالف دودمان پهلوی کرد. وی رادیو و گروهی نیز با عنوان «جبههٔ ملی خلق‌های ایران» در راستای مبارزه با حکومت شاهنشاهی تأسیس کرد که تا زمان روی کار آمدن حزب بعث عراق به فعالیت خود ادامه می‌داد. سپس پس از قرارداد الجزایر، وی به همراه زهتابی از عراق اخراج شده و به باکو برگشت.
از افرادی که در عراق با رادیو همکاری می‌کردند سید محمود دعایی و محمدتقی زهتابی و تیمور بختیار بودند.
در روز حادثهٔ ترور تیمور بختیار که توسط ساواک طراحی و اجرا شد محمود پناهیان را نیز دعوت کردند و قرار بر ترور وی نیز بود ولی وی عذر خواست و دعوت ژنرال تیمور بختیار را نپذیرفت.

## خانواده
محمود پناهیان عموی فتحعلی پناهیان، از چریک‌های فدایی خلق بود.
محمود پناهیان چندین مونوگرافی دربارهٔ تاریخ و جغرافیای ایران نوشت. بین سال‌های ۱۹۴۹ تا ۱۹۵۳، بر اساس اطلاعات جمع‌آوری شده توسط اداره جغرافیای ستاد ارتش ایران، کتابی چهار جلدی به نام «فرهنگ جغرافیایی ملی ترک‌های ایران» منتشر کرد. دو جلد اول این کتاب در اوت ۱۹۷۲ و دو جلد بعدی آن در فوریه ۱۹۷۳ منتشر شد. در این کتاب، اطلاعاتی دربارهٔ مکان‌های سکونت ترک‌ها، آمار جمعیتی آن‌ها و تاریخشان ارائه شده است. او همچنین به درجه دکتری در رشته تاریخ و جغرافیا نائل شد.
محمود پناهیان در سال ۱۹۸۱ درگذشت.
محمود پناهیان از خاندان جوانشیر است. او از نوادگان خان قره‌باغ، ابراهیم خلیل‌خان و نتیجه ابوالفتح‌خان جوانشیر محسوب می‌شود.